# Adam Myerson

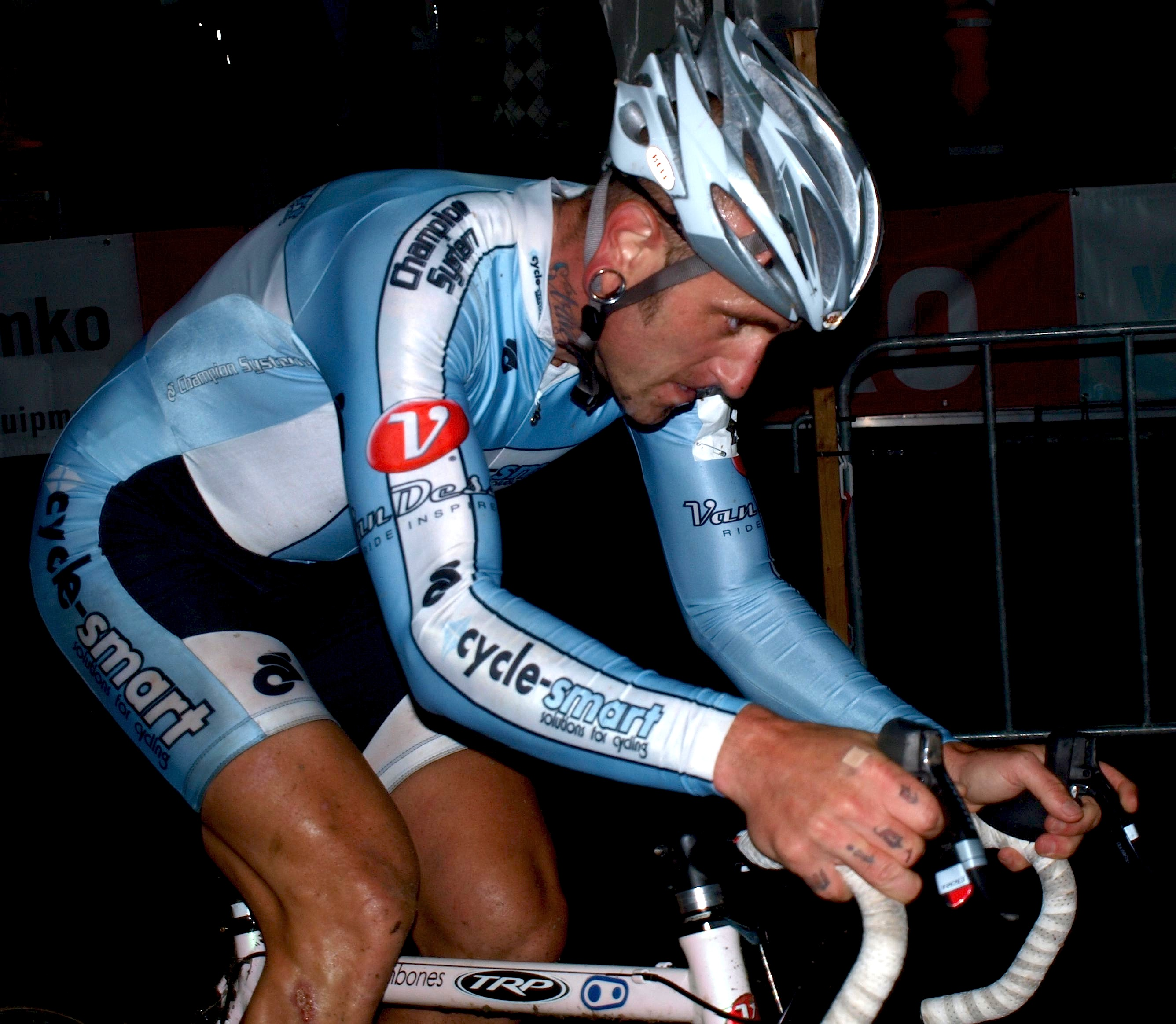
Adam Myerson bei der Nacht van Woerden 2008

Adam Hodges Myerson (* 9. Mai 1972 in Brockton) ist ein US-amerikanischer Cyclocross- und Straßenradrennfahrer.
Adam Myerson begann seine Karriere 2003 bei der US-amerikanischen Mannschaft Sportsbook.com-Acrow Bridges. In seinem ersten Jahr dort gewann er eine Etappe des irischen Radrennens Rás Tailteann.  und er wurde Erster beim Fall River Celebrates Criterium. Im Jahr darauf wechselte er zu Sharper Image-Mathis Brothers Furniture und 2005 zu Nerac.com-Banknorth. In der Saison 2005 war er beim Sturbridge Road Race erfolgreich. 2008 wechselte Myerson zu Time Pro Cycling, wo er den Grand Prix Mengoni-New York City für sich entschied. Seit 2009 fährt er für das US-amerikanische Continental Team Mountain Khakis-Jittery Joe’s.
Seit 2009 fährt Adam Myerson überwiegend Cyclocross-Rennen. In der Saison 2010/2011 gewann er das Rennen am zweiten Tag des Downeast Cyclocross in New Gloucester, und er war am ersten Tag beim NBX Grand Prix in Warwick erfolgreich.

## Erfolge – Cyclocross
2010/2011
- Downeast Cyclocross Day 2, New Gloucester
- NBX Grand Prix 1, Warwick

## Teams
- 2003 Sportsbook.com-Acrow Bridges
- 2004 Sharper Image-Mathis Brothers Furniture
- 2005 Nerac.com-Banknorth
- 2006 Nerac/OutdoorLights.com
- 2007 Nerac Pro Cycling
- 2008 Time Pro Cycling
- 2009 Team Mountain Khakis EP-NO
- 2010 Mountain Khakis-Jittery Joe’s
- 2012 Team SmartStop-Mountain Khakis
- 2013 Team SmartStop-Mountain Khakis
- 2014 Team SmartStop
- 2015 Astellas Cycling Team